# Adam Szczerbowski
Adam Szczerbowski, ps.: as, A.S., H.Sz., H. Szczerbiec (ur. 13 września 1894 w Jarosławiu, zm. 23 września 1956 w Łodzi) – polski poeta, pedagog, krytyk literacki, tłumacz.

## Życiorys
Był synem Antoniego Szczerbowskiego i Rozalii z Hoffmanów. Ukończył w 1913 r. gimnazjum i w 1921 r. Wydział Humanistyczny Uniwersytetu Jana Kazimierza we Lwowie, zdając jednocześnie egzamin na nauczyciela szkół średnich.

### I wojna światowa
W latach 1914–1918 był w Legionach Polskich, następnie – po przejściu jego Korpusu na rosyjską stronę frontu w bitwie pod Rarańczą – został internowany, po czym wcielony do wojska austriackiego. Walczył na froncie włoskim, wrócił do Lwowa w 1919 r. Zgłosił się ochotniczo do wojska polskiego w 1920 r.

### Dwudziestolecie międzywojenne
Od 1921 r. był nauczycielem języka polskiego i historii w gimnazjach w Hrubieszowie, gdzie poznał Bolesława Leśmiana, który prowadził wtedy kancelarię notarialną w tym mieście. Od 1928 r. uczył j. polskiego w gimnazjum w Puławach. W 1932 r. przeniósł się do Zamościa, gdzie został dyrektorem Państwowego Gimnazjum Męskiego im. Jana Zamoyskiego. Uczył j. polskiego w tym gimnazjum i jednocześnie w prywatnym gimnazjum żeńskim oraz Seminarium Nauczycielskim.
Redagował (lub współredagował) wiele pism, w tym np. „Przegląd Hrubieszowski” (w 1926 r. był jego redaktorem naczelnym), „Tekę Zamojską” (1938–1939). Publikował w czasopismach: Maski, Ruch Literacki, Nowa Książka, Polonista.
Był zadeklarowanym piłsudczykiem. W Zamościu był wiceprezesem koła Obozu Zjednoczenia Narodowego i przewodniczącym komisji rewizyjnej oddziału Związku Legionistów Polskich.

### II wojna światowa i po wojnie
Szczerbowski opuścił Zamość w 1939 r. i zamieszkał z rodziną w Warszawie, gdzie uczestniczył m.in. w tajnym nauczaniu. Walczył w powstaniu warszawskim, po jego upadku został osadzony w obozach przejściowych w Pruszkowie i Miechowie.
Po wojnie osiedlił się w Łodzi, gdzie do 1953 r. był dyrektorem gimnazjum, a później nauczycielem j. polskiego w VI Liceum Ogólnokształcącym.

## Życie prywatne
Ożenił się (ok. 1922 r.) z Janiną Klimowicz (zm. 1968) i miał z nią syna, zmarłego w obozie niemieckim po upadku powstania warszawskiego. Został pochowany 26 września na cmentarzu komunalnym Doły w Łodzi (kwatera XXXIV-20-5).

## Twórczość
- Złote czasy (1919) – wiersze
- Dziwy sanitariusza Opałka (1921) – opowiadania
- Ul (1924) – pierwszy tomik poetycki
- Ozimina i Wesele (1924) – artykuły literackie
- Grody Czerwieńskie w Ziemi Nadburzańskiej (1925) – szkic historyczny
- Miejsce urodzenia i metryka chrztu Bolesława Prusa (1926) – przyczynek biograficzny
- Kwiat na mogile (1928) – drugi tomik poetycki
- Pamiętnik II Ogólnopolskiego Zjazdu Polonistów w Krakowie (1930) – sprawozdanie ze zjazdu
- My znamy was i kochamy (1931) – artykuł o roli pisarzy w nauczaniu literatury
- Szkoła – pisarz – nauczyciel (1931) – rozprawa o tej samej tematyce
- Jana Kasprowicza „Pieśń o Waligórze”, O akcji i kompozycji poematu, Zapomniany utwór Jana Kasprowicza (1931) – artykuły poświęcone Janowi Kasprowiczowi
- recenzja książki „Polskość Nietzschego i jego filozofia” Bernarda Szarlitta (1931)
- tłumaczenie dzieła „Pieśni duchowne” Novalisa (1933)
- W sprawie „wyboru poezyj” Jana Kasprowicza w klasie ósmej (1933)
- Brzegiem szału w niepojętość zieloności (1934) – o poezji Leśmiana
- O „Łące” Bolesława Leśmiana (1934)
- Krople rosy (1934) – trzeci tomik wierszy
- Antologia: Współczesna poezja polska (1915–1935) (1936)
- Ogród zamknięty (1937) – tomik wierszy metafizycznych
- Wśród młodych poetów regionu lubelskiego (1938) – rozprawa poświęcona poezji Ciesielczuka
- Bolesław Leśmian (1938) – zbiór artykułów
- Wybór poezji Kasprowicza (1945) – opracowanie i przedmowa
- Rozszumiały się wierzby... (1946) – sztuka napisana wspólnie z Piotrem Greniukiem.

## Ordery i odznaczenia
- Krzyż Niepodległości (25 stycznia 1933)[5]
- Krzyż Kawalerski Orderu Odrodzenia Polski
- Złoty Krzyż Zasługi (11 listopada 1934)[6]
- Brązowy Krzyż Zasługi
- Srebrny Wawrzyn Akademicki (7 listopada 1936)[7]